# 休姆鎮區 (密歇根州)
休姆鎮區（英語：Hume Township）是位於美國密歇根州休倫縣的一個行政鎮區。

## 地方資料
休姆鎮區的面積為77.80平方千米，當中陸地面積為77.70平方千米，而水域面積為0.10平方千米。根據2020年美國人口普查的數據，當地共有人口739人，而人口密度為每平方千米9.5人。